# Gordii Fossae
Le Gordii Fossae sono una struttura geologica della superficie di Marte.